# Éder Balanta
Éder Fabián Álvarez Balanta, né le 28 février 1993 à Bogota (Colombie), est un footballeur international colombien évoluant au poste de milieu défensif et de défenseur central a l'América de Cali en D1 Colombienne.

## Carrière

### Carrière en club
En 2010, Éder Balanta joue avec les juniors d'Academia FC.

#### River Plate (2011-2016)
Il est repéré par les recruteurs de River Plate en février 2011. Il fait un essai avec l'équipe réserve du club argentin qui se révèle concluant.
En janvier 2012, il effectue la pré-saison avec l'équipe première de River Plate alors entraînée par Matías Almeyda. En été 2012, il remporte avec River Plate la Copa Libertadores des moins de 20 ans.
Éder Balanta débute officiellement avec River Plate en 2013 lors de la 8e journée de championnat face au Racing Club. Lors de la 10e journée, il inscrit son premier but officiel contre Godoy Cruz (victoire 2 à 1). Doté d'un bon jeu de tête et d'une bonne vision du jeu, le jeune colombien attire les convoitises de nombreux grands clubs européens de par ses performances cette saison.

#### FC Bâle (depuis 2016)
En juillet 2016, le club européen qui est arrivé a l'attirer est le FC Bâle qui a payé 3,5 millions d'euros à River Plate pour une durée de contrat de 4 ans.

### En sélection
Convoqué pour des matchs amicaux contre la Belgique et les Pays-Bas en novembre 2013, Balanta fête finalement sa première cape lors d'un match amical contre la Tunisie (1-1) le 5 mars 2014, en disputant la seconde période.

## Statistiques détaillées
| Saison                | Club                  | Championnat           | Championnat | Championnat | Coupe(s) nationale(s) | Coupe(s) nationale(s) | Supercoupe | Supercoupe | Compétition(s) continentale(s) | Compétition(s) continentale(s) | Compétition(s) continentale(s) | Total | Total |
| Saison                | Club                  | Division              | M.          | B.          | M.                    | B.                    | M.         | B.         | Comp.                          | M.                             | B.                             | M.    | B.    |
| 2012-2013             | River Plate           | Primera División      | 9           | 2           | -                     | -                     | -          | -          | -                              | -                              | -                              | 9     | 2     |
| 2013-2014             | River Plate           | Primera División      | 18          | 0           | -                     | -                     | -          | -          | CS                             | 4                              | 0                              | 22    | 0     |
| Sous-total            | Sous-total            | Sous-total            | 27          | 2           | 0                     | 0                     | 0          | 0          | -                              | 4                              | 0                              | 31    | 2     |
| 2016-2017             | FC Bâle               | Super League          | 19          | 1           | 1                     | 1                     | -          | -          | C1                             | 6                              | 0                              | 26    | 2     |
| 2017-2018             | FC Bâle               | Super League          | 15          | 0           | 3                     | 0                     | -          | -          | C1                             | 6                              | 0                              | 24    | 0     |
| 2018-2019             | FC Bâle               | Super League          | 20          | 2           | 5                     | 1                     | -          | -          | C1+C3                          | 2+4                            | 0                              | 31    | 3     |
| 2019-2020             | FC Bâle               | Super League          | 4           | 0           | -                     | -                     | -          | -          | C1                             | 4                              | 0                              | 8     | 0     |
| Sous-total            | Sous-total            | Sous-total            | 58          | 3           | 9                     | 2                     | 0          | 0          | -                              | 22                             | 0                              | 89    | 5     |
| 2019-2020             | Club Bruges KV        | Jupiler Pro League    | 16          | 2           | 5                     | 1                     | -          | -          | C1+C3                          | 5+1                            | 0+0                            | 27    | 3     |
| 2020-2021             | Club Bruges KV        | Jupiler Pro League    | 21+4        | 1+0         | 3                     | 0                     | -          | -          | C1+C3                          | 4+2                            | 0+0                            | 34    | 1     |
| 2021-2022             | Club Bruges KV        | Jupiler Pro League    | 24+5        | 1           | 3                     | 2                     | 1          | 0          | C1                             | 2                              | 0                              | 35    | 3     |
| 2022-2023             | Club Bruges KV        | Jupiler Pro League    | 9           | 4           | -                     | -                     | -          | -          | C1                             | 5                              | 0                              | 14    | 4     |
| Sous-total            | Sous-total            | Sous-total            | 79          | 4           | 11                    | 3                     | 1          | 0          | -                              | 19                             | 0                              | 110   | 7     |
| 2022-2023             | Schalke 04 (prêt)     | Bundesliga            | 6           | 0           | -                     | -                     | -          | -          | -                              | -                              | -                              | 6     | 0     |
| Sous-total            | Sous-total            | Sous-total            | 6           | 0           | 0                     | 0                     | 0          | 0          | -                              | 0                              | 0                              | 6     | 0     |
| Total sur la carrière | Total sur la carrière | Total sur la carrière | 170         | 9           | 20                    | 4                     | 1          | 0          | -                              | 45                             | 0                              | 236   | 13    |

## Palmarès

### Avec River Plate
- Copa Libertadores des moins de 20 ans : 2012

### Avec le FC Bâle
- Championnat de Suisse : 2017